# Omelan Pricak

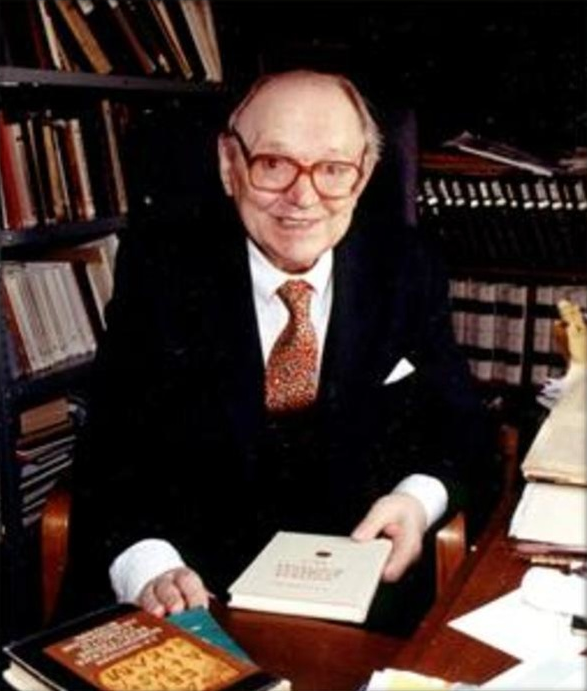
Omelan Pricak (1919–2006)

Omelan Josypowycz Pricak (ukr. Омелян Йосипович Пріцак; ur. 7 kwietnia 1919 w Łące pod Samborem, zm. 29 maja 2006 w Bostonie) – historyk ukraiński i amerykański, orientalista.

## Życiorys
Maturę uzyskał w roku 1936 w gimnazjum w Tarnopolu (do szkoły chodził m.in. z późniejszym kardynałem Władysławem Rubinem i późniejszym rektorem KUL-u M. Krąpcem). Studia rozpoczął na Uniwersytecie Jana Kazimierza we Lwowie. Tam studiował języki Bliskiego Wschodu i związał się z Towarzystwem Naukowym im. Szewczenki. Uczestniczył w seminarium na temat historii Ukrainy kierowany przez Iwana Krypjakewycza. Studia ukończył w 1940 pod okupacją sowiecką. W 1940 przeniósł się do Kijowa, gdzie krótko studiował pod kierunkiem orientalisty Ahatanheła Krymskiego. Następnie studia uzupełniał na uniwersytetach w Berlinie, Getyndze, Hamburgu. Doktoryzował się w 1951, habilitował zaś w 1961 jako: turkolog i ałtaista.
W 1960 roku wyjechał do Stanów Zjednoczonych, gdzie wykładał na University of Washington w Seattle. Następnie na zaproszenie wybitnego językoznawcy Romana Jakobsona przeniósł się do Cambridge na Uniwersytet Harvarda. Razem z Jakobsonem badał autentyczność Słowa o wyprawie Igora z wykorzystaniem orientalnych źródeł. Dzięki jego staraniom w 1973 powstał na tej uczelni prężny ośrodek badań nad Ukrainą Harvard Ukrainian Research Institute. Pricak został jego pierwszym dyrektorem (do przejścia na emeryturę w 1989). Był pierwszym od czasów Mychajła Hruszewskiego, profesorem historii Ukrainy (1975). był inicjatorem wydania czasopisma „Harvard Ukrainian Studies” (od 1977). Na tej uczelni pracował do roku 1989. Po uzyskaniu przez Ukrainę niepodległości w 1991 r. Pricak powrócił do Kijowa, gdzie założył Oriental Institute of National Academy of Sciences i czasopismo „Schidnyj Swit”. Ostatnie lata życia spędził w Stanach Zjednoczonych, zmarł w Bostonie w wieku 87 lat.
Pricak był mediewistą specjalizującym się w stosowaniu źródeł orientalnych a zwłaszcza tureckich do dziejów Rusi Kijowskiej. Specjalizował się także w skandynawskich źródłach do dziejów Rusi. Jego opus magnum to dzieło The origin of Rus. Oprócz dziejów Rusi, Pricak koncentrował się na dziejach euroazjatyckich nomadów: Protobułgarów, Chazarów, Pieczyngów i Połowców. W odróżnieniu od swoich poprzedników: Mychajła Hruszewskiego, Dmytra Doroszenki i Iwana Krypjakewycza nie napisał historii Ukrainy. Uważał podobnie jak Wjaczesław Łypynski, że historia tego kraju musi być opisana „terytorialnie” – od czasów starożytności obejmująca dzieje Polski, ludów stepowych oraz innych narodów, które zamieszkiwały to terytorium. Idea ta została później podjęta przez jego ucznia Paula Magocsiego związanego przez pewien okres z Harvard Ukrainian Research Institute. Pricak był politycznym konserwatystą, w młodości zwolennikiem hetmanatu i monarchizmu. Krytykował radykalizm polityczny i historyczny Hruszewskiego. Był także zwolennikiem pojednania żydowsko-ukraińskiego.

## Publikacje
Bibliografia prac znajduje się w księdze pamiątkowej, [w:] Eucharisterion: Essays Presented to Omeljan Pritsak on His Sixtieth Birthday by His Colleagues and Students, ed. Ihor Ševčenko, Frank Sysyn, U. M. Pasicznyk, Cambridge Mass. 1980, t. 1-2 „Harvard Ukrainian Studies”, z. 3/4 (1979/1980).
- The origins of the Old Rus’ weights and monetary systems. Two studies in Western Eurasian metrology and numismatics in the seventh to eleventh centuries, Cambridge, Mass. 1998.
- From Kievan Rus’ to modern Ukraine: Formation of the Ukrainian nation (with Mykhailo Hrushevski and John Stephen Reshetar), Cambridge, Mass. 1984.
- Khazarian Hebrew language Hebrew documents of the tenth century. (z Golb Norman) Ithaca 1982.
- The Polovcians and Rus', Archivum Eurasiae medii aevi (1982).
- The origin of Rus, Cambridge, Mass. 1981.
- Studies in medieval Eurasian history, London: Variorum Reprints 1981.
- On the writing of history in Kievan Rus, Cambridge Mass. 1980.
- The Khazar Kingdom’s Conversion to Judaism, Harvard Ukrainian Studies (1978).
- The Pechenegs: A Case of Social and Economic Transformation, Archivum Eurasiae medii aevi (1975).
- Two Migratory Movements in the Eurasian Steppe in the 9th-11th Centuries, [w:] Proceedings. Proceedings of the 26th International Congress of Orientalists, New Delhi 1964, t. 2.
- The Decline of the Empire of the Oghuz Yabghu, Annals of the Ukrainian Academy of Arts and Sciences in the United States, (1952).
- Die Bulgarische Fürstenliste, Wiesbaden 1955.
- Prace Omelana Pricaka w wersji elektronicznej

## Publikacje w języku polskim
- Rozmowa z profesorem Pricakiem, rozmawiał Bohdan Strumiński, „Zeszyty Historyczne” (1983), z. 65, s. 3–19 (Przedruk, [w:] Zamiłowanie do spraw beznadziejnych. Ukraina w „Kulturze” 1947-2000, wybór, opracowanie i posłowie Bogumiła Berdychowska, Paryż-Kraków: Instytut Literacki – Instytut Książki 2016, s. 458–473).
- Kijów i wszystka Ruś. Losy pewnej idei sakralnej, [w:] Chrześcijaństwo Rusi Kijowskiej, Białorusi, Ukrainy i Rosji (X-XVII wiek), red. Jerzy Kłoczowski, Kraków 1997, s. 217–237.